# Walking in Circles (альбом)
Walking in Circles — альбом проєкту Володимира Новікова та Ігоря Озарка, 5kMiles, виданий 19 грудня 2017 року, до альбому увійшли 9 пісень. Це англомовна версія, (перевидання) пісень гурту Фліт. Альбом записано на студії звукозапису FDR Media Records.
На початку 2018 році альбом було перевидано, Але вже під брендом FliT.

## Список композицій
| #     | Назва                     | Оригінальна українська версія | Тривалість |
| ----- | ------------------------- | ----------------------------- | ---------- |
| 1.    | «Within»                  | Лаю себе                      | 2:53       |
| 2.    | «Stop It»                 | Твої слова                    | 2:57       |
| 3.    | «Unattached»              | 48 днів                       | 4:15       |
| 4.    | «Open Your Eyes»          | Шукай і знайди                | 3:32       |
| 5.    | «You're Living the Dream» | Невже не в цьому кайф?        | 3:12       |
| 6.    | «Wait Till Morning»       | Знати достатньо               | 2:46       |
| 7.    | «Today for Tomorrow»      | Сьогодні для завтра           | 3:46       |
| 8.    | «Choices»                 | Новий день вже йде            | 3:23       |
| 9.    | «Walking in Circles»      | Всі шляхи є схвалені          | 3:24       |
| 30:08 |                           |                               |            |

## Учасники запису
- Володимир Новіков — вокал, гітара
- Ігор Озарко — ударні, бек-вокал
- Роман Бойко — бас-гітара, бек-вокал